# UZ-Baureihe ЕКр1
Der ЕКр1 (EKr1) ist ein von der Ukrsalisnyzja beschaffter Schnellfahr-Elektrotriebwagen, der speziell im Schnellzugverkehr auf Netzen mit 3 kV Gleichspannung und 25 kV 50 Hz Wechselspannung eingesetzt wird. Entstanden ist er in zwei Exemplaren im Waggonbau Krjukiw nahe der Stadt Krementschuk. Er ähnelt vom Aufbau her dem deutschen ICE 1, nur mit dem Unterschied, dass in dem als Elektrolokomotive ausgeführten Steuerwagen zusätzlich noch Sitzplätze angeordnet sind.

## Geschichte
Zum Anfang des 21. Jahrhunderts bestand in der Ukraine die Frage der Organisation von Schnellfahrverbindungen des Passagierverkehres. Als erstes Modell entstand der Hauptstadt-Expreß (2002), der Kiew mit Charkiw verband. Der Zug war noch ein lokbespannter Zug, und somit nicht mehr dem Zeitgeist von modernen Schnellzugverbindungen entsprechend. Bei der Vorbereitung zur Fußball-Europameisterschaft 2012 wollte die Ukrsalisnyzja jedoch schnelle Triebwageneinheiten beschaffen. Es wurden daher zehn Triebzüge bei der Firma Hyundai Rotem eingekauft (Baureihe HRCS2). Sechs Einheiten wurden bis zum Beginn der Europameisterschaft beschafft, die restlichen vier wurden nach deren Beendigung geliefert. In dieser Zeit begann in dem Waggonbau Krjukow die Entwicklung von schnellen Zügen mit einer rechnerischen Geschwindigkeit von 200 bis 220 km/h. Das Werk konnte jedoch diese Züge bis zum Beginn der Fußball-Europameisterschaft nicht vollständig konstruieren und zertifizieren.
Im September 2012 durchlief der Zug die Werksüberprüfung. Zum 31. Januar 2013 wurde die erste Einheit ЕКр1.001 (EKr1.001) dem Betrieb übergeben. Die zwischenbehördliche Abnahmekommission teilte mit, dass die 9-Wagen-Einheit der Waggonbau Krjukow den Forderungen der technischen Angaben entsprach. Der Triebzug galt somit rechtlich als abgenommen.
In dieser Zeit wurde gleichzeitig der Zusammenbau der zweiten Einheit ЕКр1.002 (EKr1.002) vollendet, bei dem zum gegenwärtigen Zeitpunkt (2012?) die Inbetriebsetzungsarbeiten durchgeführt werden.

## Schema des Zuges
Der Zug besteht aus sieben Beiwagen und zwei Triebwagen. Die Motorwagen besitzen Fahrgastabteile.
Der Wagenkasten ist aus rostfreiem Stahl hergestellt. Die Konstruktion der Waggons entsprach im vollen Umfang den Forderungen der Normen der Ergonomie, des Mikroklimas, der Beleuchtung, den Standards über Lärm und Vibration und gleichfalls den Forderungen über die Gefahrlosigkeit bei allen Verarbeitungsstufen.
Das Innere der Abteile, das im zeitgemäßen Design gebaut war, wurde aus Kunststoff- und Metallpaneelen hergestellt. Es wurden verschleißfeste, ökologisch saubere und schwerentflammbare Materialien verwendet. Die Notwendigkeit der leichten Demontage und Möglichkeiten des Zutrittes zur Konstruktion des Wagenkastens waren eingehalten worden.
Am 5. April 2013 traf die im Waggonbau Krjukow ansässige zwischenbehördliche Kommission die Entscheidung, dass den beiden gefertigten Triebzüge ЕКр1.001 und ЕКр1.002 der Betrieb mit einer maximalen Geschwindigkeit von 160 km/h erlaubt ist. Außerdem wurde dem Waggonbau Krjukow die Herstellung einer Versuchspartie von zehn Elektrozügen gleichen Typs erlaubt.

## Ausstattung der Waggons
- Drehgestelle ohne Drehzapfen mit zentraler pneumatischer Aufhängung Modell 68-7072 (Motorwagen) und Modell 69-7049 (Zwischenwagen);
- feste Kuppeleinrichtung zwischen den Wagen und hermetischer Übergang für die Reisenden;
- Plätze für die Beförderung von Rollstühlen;
- Systeme der Elektrospeisung, durchgeführt von der Hochspannungs-Unterwagen-Magistrale über statische Wandler, außerdem von Industrieelektronetz 380 V auf Liegeplätzen, außerdem von der Akku-Batterie. Dazu haben noch alle Wagen Reserve-Systeme der Elektrospeisung.
- Systeme der Warm- und Kaltwasserversorgung;
- kombinierte Systeme der Heizung mit automatischer Regulierung der Temperatur;
- Systeme der Belüftung mit automatischer Regulierung der Temperatur;
- Sanitärtechnische Einrichtungen (Waschraum, Dusche, Toiletten mit geschlossenem System);
- Feuer-Verhinderungs-Einrichtungen (Feuersignalisierung, Feuerbenachrichtigung, Einrichtungen der Nasslöschung);
- Systeme der automatischen Verwaltung, Kontroler und Diagnostik nach dem System САУКД (SAUKD);
- Systeme der Kontrolle der Belastung der Achslager nach dem System СКНБ (SKNB);
- Systeme der Kontrolle des Zustandes der Scheibenbremsen nach dem System СКСТ (SKST);
- automatische Systeme der Diagnostik des Zuges nach dem System ПАИДС (PAIDS);
- Video-Beobachtung-Systeme;
- Informationssysteme (Informations-Tableau und Anzeige);
- Systeme des Zug-Zusammenhanges Führender Zug – geführt;
- Systeme der Beschallung und TV-Anzeige;
- Navigationssysteme;
- automatischer Antrieb der Türen als Anlehn-Schiebe-Türen;
- automatische Vorraum-Türen als Elektro-Schiebe-Türen;
- Systeme der Blockierung der Außentüren bei Geschwindigkeiten größer als 5 km/h;
- die Steuerwagen wurden zum ersten Mal in der Ukraine crashoptimiert bis zu 2 MJ bei frontalem Zusammenstoß hergestellt;

## Interessante Fakten
Die Triebzüge erhielten zur Ehre der wilden Steppenpferde den Spitznamen Tarpan zuerkannt.
Bei einigen Internetforen von Eisenbahnliebhabern erhielt der Zug die inoffizielle Benennung Modell ПЛТ200 (PLT 200=Zug-Lokomotivtraktion mit Konstruktionsgeschwindigkeit bis 200 km/h). Die Internetseite des Herstellers verwendet allerdings nicht diese Bezeichnung.